# Îles Buffon
Les îles Buffon (dénommées aussi île Buffon) étaient deux îles rocheuses de l'archipel de Pointe-Géologie (terre Adélie), situé en mer Dumont-d'Urville (océan Austral) au large du continent antarctique. Elles ont disparu par arasement lors de la construction de la piste du Lion.

## Description
Ces îles étaient situées à 200 m à l'est de l'île des Pétrels, de l'autre côté du chenal Buffon. Elles étaient constituées de deux îles rocheuses presque contiguës, séparées par l'étroit goulet de la Zélée qui ne faisait que 5 m de large. Alignées dans une direction NW–SE, les deux îles étaient de forme grossièrement conique et avaient environ 125 m de diamètre. Elles atteignaient 22 m d'altitude pour la Petite Île, au nord-ouest, et 32 m pour la Grande Île, au sud-est.
Les cartes de l'archipel établies dans les années 1950 faisaient figurer un troisième îlot entre les deux îles. Dénommé « le Picot », cet îlot de 20 m de haut semble en fait avoir constitué un appendice de la Petite Île, relié à celle-ci par un isthme étroit et bas (moins de 3 m d'altitude pour une largeur de quelques mètres à quelques dizaines de mètres).
Les îles portaient le nom du naturaliste français Georges-Louis Leclerc de Buffon (1707-1788).

## Histoire
Dans les années 1980, d'importants travaux ont été réalisés pour relier entre elles les îles  Buffon, Cuvier et du Lion afin de construire une piste d'atterrissage orientée NW–SE pour avions gros-porteurs. Les îles Buffon, comme les deux autres îles situées plus au nord-ouest, ont été arasées à la hauteur de 5 m. Mais une tempête a causé d'irrémédiables dégâts à la chaussée en 1993, et l'aérodrome n'a jamais été opérationnel.
Les dix années de travaux ont cependant entraîné la destruction  des sites de reproduction d'environ 3 000 couples de manchot Adélie, 210 couples de pétrels des neiges, 170 couples de damiers du Cap, 180 couples de pétrels de Wilson et de 3 couples de labbes.